# Who's Missing
Who's Missing è una raccolta del gruppo britannico The Who del 1985.

## Tracce
1. Shout And Shimmy - 3:16
2. Leaving Here - 2:49
3. Anytime You Want Me - 2:35
4. Lubie (Come Back Home) - 3:38
5. Barbara Ann - 2:00
6. I'm A Boy (1st Version) - 2:36
7. Mary-Anne With The Shaky Hands (Original Version) - 3:16
8. Heaven And Hell - 3:33
9. Here For More - 2:25
10. I Don't Even Know Myself - 5:00
11. When I Was A Boy - 3:29
12. Bargain (Live) - 6:22